# Psoralea eriantha
Psoralea eriantha är en ärtväxtart som beskrevs av George Bentham. Psoralea eriantha ingår i släktet Psoralea och familjen ärtväxter. Inga underarter finns listade i Catalogue of Life.